# Procedimento in contumacia
Il procedimento in contumacia o processo contumaciale è un tipo di svolgimento del processo civile in Italia (la dottrina lo considera uno svolgimento anomalo o una vicenda anormale del medesimo) che consegue alla mancata costituzione di una delle parti. Esso è disciplinato dal  Libro II, Titolo I, Capo VI del codice di procedura civile (artt. 290-294).

## Dichiarazione di contumacia
Se una delle parti non si è costituita nei termini, il giudice istruttore la dichiara contumace ai sensi dell'art. 171 c.p.c. Prima, però, deve compiere le verifiche imposte dagli artt. 290-291. Queste verifiche sono diverse a seconda della parte che non si è costituita.
- Se si tratta dell'attore, occorre che il convenuto manifesti la volontà di proseguire: in caso contrario, la causa è cancellata dal ruolo e il processo si estingue.
- Se si tratta invece del convenuto, occorre verificare la regolarità della notificazione della citazione. Se la notificazione è viziata, dovrà essere rinnovata in un termine perentorio. Qualora la rinnovazione non avvenga, la causa sarà cancellata dal ruolo e si avvierà all'estinzione. La contumacia quindi è dichiarata solo se, rinnovata la notificazione, il convenuto non si costituisce.

## Svolgimento del processo in contumacia
Dal momento in cui la contumacia è dichiarata, il processo si svolge normalmente, ma le norme degli artt. 292-294 impongono una serie di garanzie in favore della parte contumace.
Queste garanzie riguardano anzitutto il compimento di atti le cui conseguenze sono particolarmente gravi (ammissione dell'interrogatorio o del giuramento, comparse contenenti domande nuove o riconvenzionali, sentenze), che la legge impone di notificare personalmente. L'elenco di questi atti è tassativo.
Inoltre, al contumace viene consentito di entrare nel processo costituendosi tardivamente, fino al momento della rimessione della causa al collegio. In questo caso, il contumace può disconoscere le scritture private prodotte contro di lui, ed eccezionalmente chiedere al giudice di essere rimesso in termini per il compimento di alcuni atti. Deve però dimostrare di non essersi costituito a causa della nullità della citazione, della notificazione di essa o di altra causa a lui non imputabile.